# Чигирин
Чигири́н (укр. Чигири́н) — город в Черкасской области Украины. Входит в Черкасский район; до 2020 года был административным центром упразднённого Чигиринского района.

## Географическое положение
Город расположен на Приднепровской возвышенности на берегах реки Тясмин, в 63 км от Черкасс.

## История
Селение известно с XVI века как укреплённое казацкое зимовье.
В 1589 году польский король Сигизмунд III разрешил черкасскому старосте А. Вишневецкому основать здесь город и построить замок. Происхождение названия Чигирин неизвестно.
В 1592 году Чигирин получил Магдебургское право как коронный город и право на проведение ярмарок, в XVII веке стал центром Чигиринского староства.
В 1638—1647 годах чигиринским сотником реестрового казацкого войска был Богдан Хмельницкий.
В 1649—1657 годах город был гетманской резиденцией. После смерти Богдана Хмельницкого здесь в 1657 году состоялась Чигиринская рада.
В 1661 году Чигирин осаждал Юрий Хмельницкий с польско-татарскими войсками, в 1664 году город несколько недель осаждали войска гетмана Ивана Брюховецкого.
В 1670-х годах стал объектом четырёх Чигиринских походов — двух со стороны России и двух со стороны Османской империи. Во время второго российского похода здесь был взят в плен правобережный гетман Пётр Дорошенко, имевший в Чигирине свою ставку. Во время русско-турецкой войны 1676−1681 годов в результате второй осады турецкой армией в 1678 году был разрушен турецко-татарскими войсками — гетманская резиденция была перенесена в Батурин.
В 1750 году город был разрушен гайдамаками.
После второго раздела Речи Посполитой в 1793 году Чигирин вошёл в состав Российской империи и в 1795 году стал городом Вознесенской губернии, в 1797 году стал городом Киевской губернии, с 1802 года — уездный город Чигиринского уезда.
В городе была Крестовоздвиженская церковь. Священнослужители Крестовоздвиженской церкви:
- 1834 — священник Андрей Петрович Чарногуб-Болсуновский, священник Аггей Григорьевич Горницкий;
- 1871 — священник Еремий Семенович Обыдовский.

В 1876—1877 годах группа народников (Я. В. Стефанович, Л. Г. Дейч, И. В. Бохановский, С. Ф. Чубаров) предприняли попытку организовать здесь восстание крестьян (начало которого было запланировано на 1 октября 1877 года), но в августе 1877 года были арестованы.
По данным переписи 1897 года в Чигирине жили 9872 человек, из них 6578 (66,63 %) указали украинский (в переписи — «малорусский») язык родным, идиш («еврейский») — 2921 (29,59 %), русский («великорусский») — 343 (3,47 %), другие языки — 30 (0,31 %).
В 1900 году численность населения составляла 10 098 человек, здесь действовали 2 кожевенных завода и 12 иных торгово-промышленных заведений, каменоломня, городской общественный банк, одна паровая и 28 ветряных мельниц, уездная больница с 3 врачами и аптекой, типография, библиотека, фотографическое заведение, 2 городских двухклассных училища, а также 7 церквей, женский монастырь и 4 еврейских молитвенных дома.
По данным переписи 1926 года, украинцы составляли 93,5 % населения города, евреи — 5,1 %, русские — 1,1 %, поляки — 0,1 %. Украинский язык родным назвали 93,2 % населения Чигирина, еврейский — 4,7 %, русский — 1,9 %, польский — 0,1 %.
После революции Чигирин потерял статус города и 20 октября 1938 года стал посёлком городского типа. Вновь статус города он получил в 1954 году.
В 1957 году здесь действовали несколько предприятий местной промышленности, две средние школы, семилетняя школа, начальная школа, школа рабочей молодёжи и бухгалтерский техникум.
В 1978 году здесь действовали мебельная фабрика, кожгалантерейная фабрика, меховая фабрика, фурнитурный завод, кирпичный завод и завод продтоваров.
В мае 1995 года Кабинет министров Украины утвердил решение о приватизации находившихся в городе завода металлической фурнитуры, райсельхозтехники и райсельхозхимии, в июле 1995 года утвердил решение о приватизации предприятия «Чигиринэнерготрансстрой».

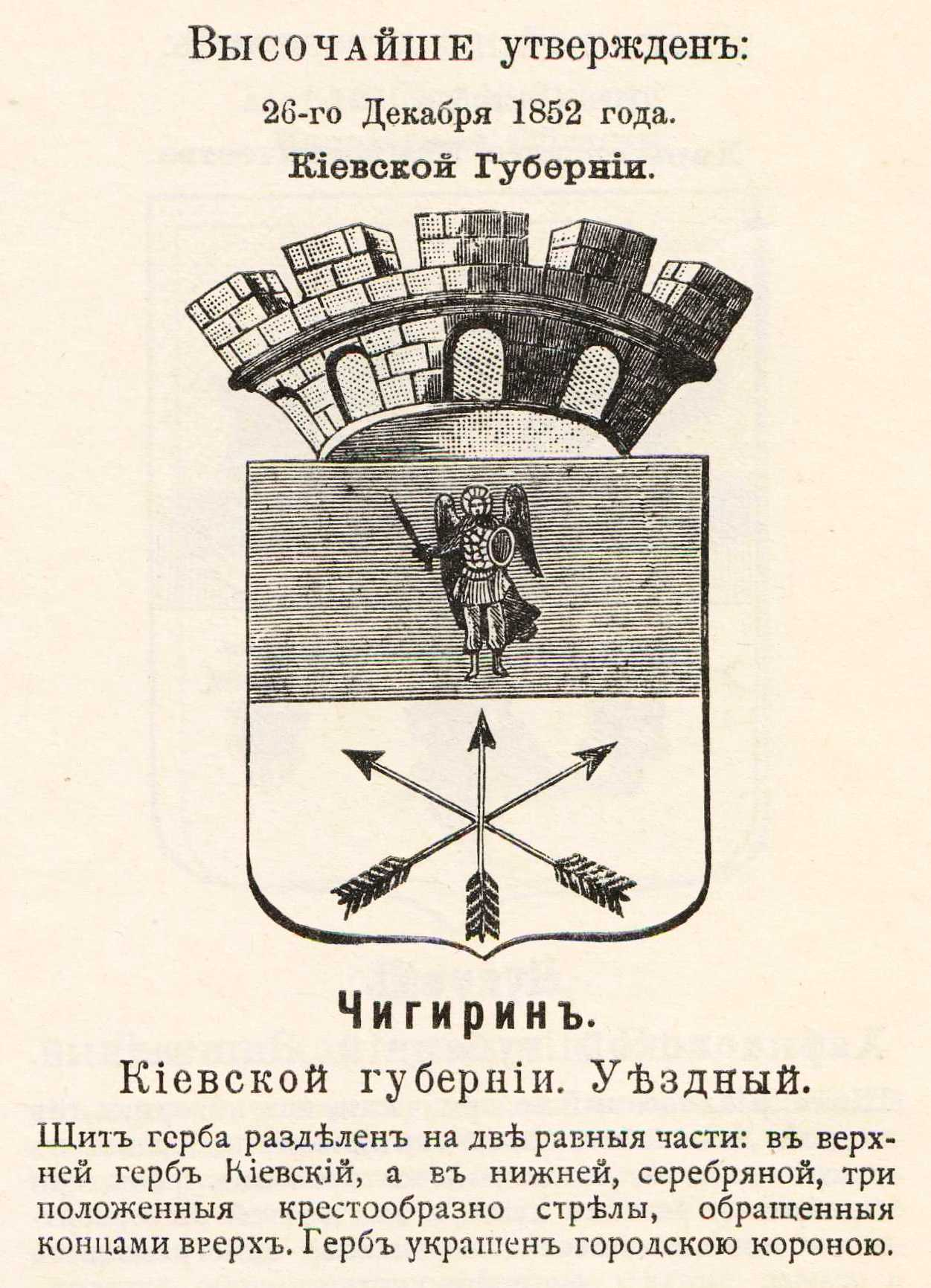
Герб города с описанием, 1852
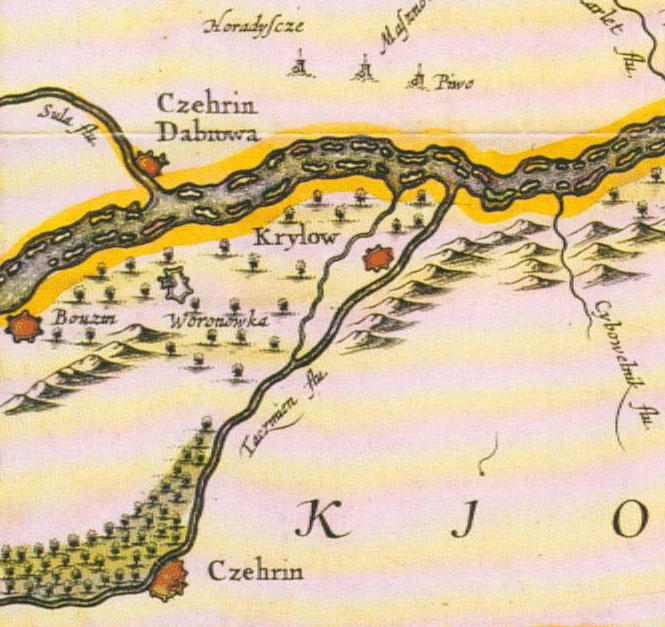
Чигирин на карте Джона Янссона, 1663
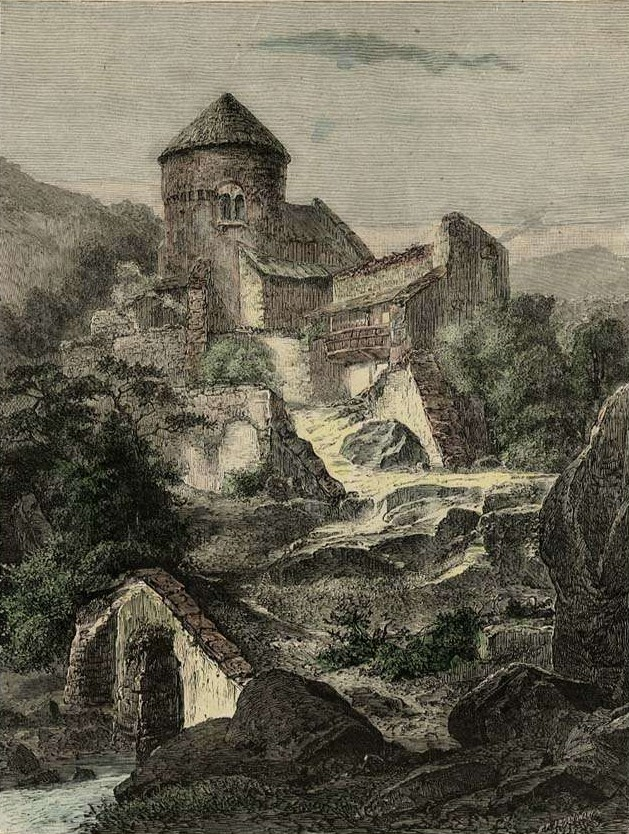
Оборонная церковь. Гравюра XIX ст.
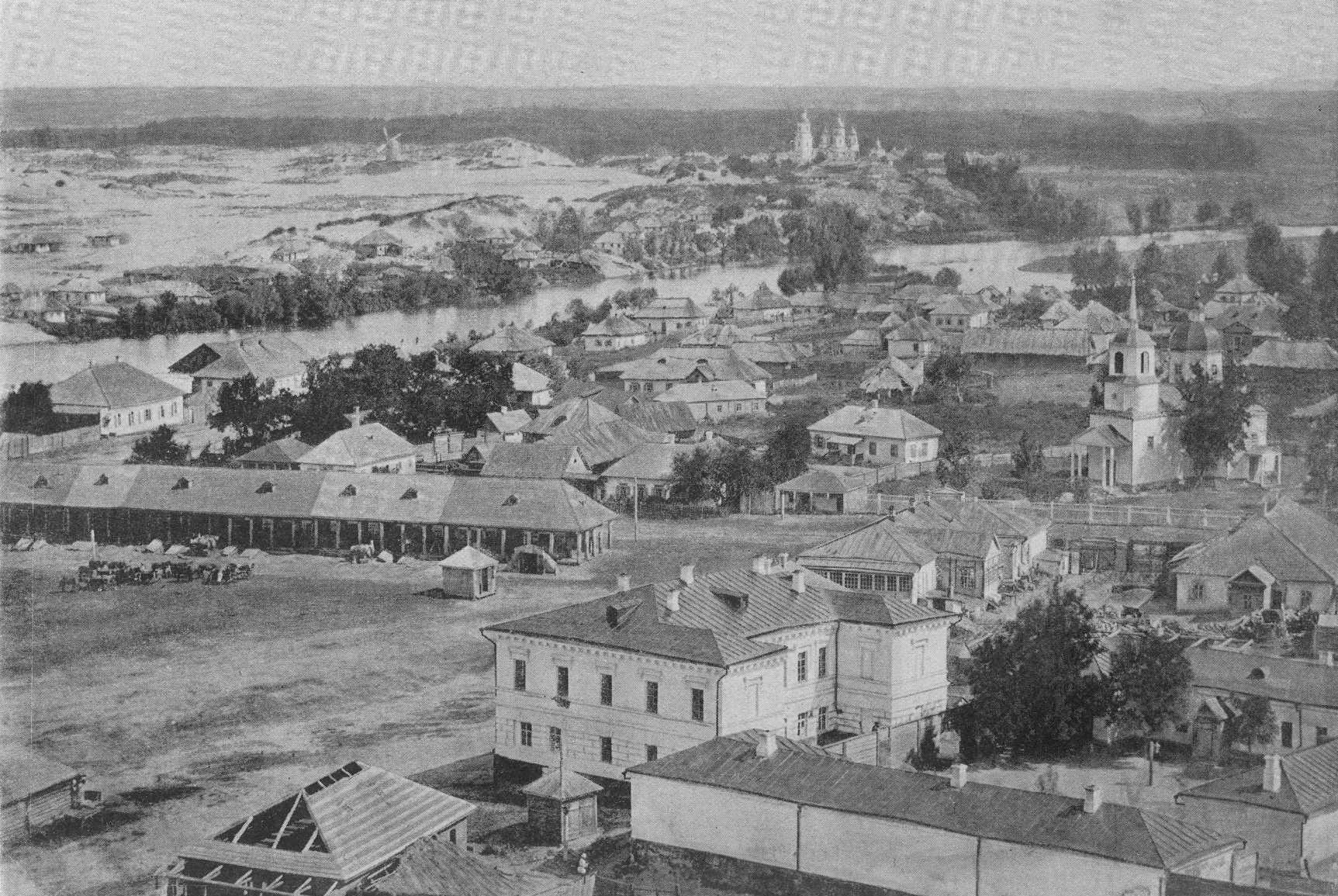
Вид на Чигирин, 1902
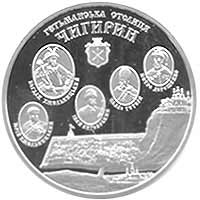
Памятная монета «Гетманская столица Чигирин»

В августе 2001 года было возбуждено дело о банкротстве райсельхозтехники.
В соответствии с постановлением Верховной Рады Украины от 7 декабря 2011 года, в 2012 году состоялось празднование 500-летия основания Чигирина и выпущена памятная монета, посвящённая этому событию.

## Население
По данным переписи 1926 года, украинцы составляли 93,5 % населения города, евреи — 5,1 %, русские — 1,1 %, поляки — 0,1 %.
В январе 1989 года численность населения составляла 12 853 человек.
По данным переписи 2001 года, украинцы составляли 92,57 % населения Чигирина, русские — 5,11 %.
На 1 января 2013 года численность населения составляла 9371 человек.

### Языковой состав
Родной язык населения по данным переписи 1897 года:
| Язык               | Численность, чел. | Доля     |
| ------------------ | ----------------- | -------- |
| Украинский         | 6578              | 66,63 %  |
| Идиш («еврейский») | 2921              | 29,59 %  |
| Русский            | 343               | 3,47 %   |
| Другие языки       | 30                | 0,31 %   |
| Итого              | 9872              | 100,00 % |

По данным переписи 1926 года, украинский язык родным назвали 93,2 % населения Чигирина, еврейский — 4,7 %, русский — 1,9 %, польский — 0,1 %.
Родной язык населения по данным переписи 2001 года:
| Язык       | Численность, чел. | Доля     |
| ---------- | ----------------- | -------- |
| Украинский | 11 139            | 93,14 %  |
| Русский    | 642               | 5,37 %   |
| Другие     | 179               | 1,49 %   |
| Итого      | 11 960            | 100,00 % |

Украинский язык является основным и единственным официальным языком города.
По данным Государственной службы статистики Украины в 2023/24 учебном году все 114 960 учащихся в учреждениях общего среднего образования в Черкасской области обучались в украиноязычных классах.

## Экономика
Экономика города представлена предприятиями лёгкой и пищевой промышленности.

## Галерея
|                                         |               |                                               |                                              |                       |
| Монумент в честь восстания Хмельницкого | Замковая гора | Братская казачья могила с Покровской часовней | Воссозданная резиденция Богдана Хмельницкого | Церковь Петра и Павла |

## Транспорт
Город находится в 36 км от железнодорожной станции Фундуклеевка (на линии Знаменка — им. Тараса Шевченко) и в 8 км от пристани Адамовка.
Ближайший аэропорт — в городе Черкассы.
Через город проходит автодорога регионального значения Р-10 (Канев-Чигирин-Кременчуг). В настоящее время по Чигирину курсирует только маршрут № 2 АП «Елена» — ул. Мира (Новый Чигирин). Также существует маршрутка Чигирин — Киев, развито сообщение с районными центрами Черкасской и Кировоградской областей.

## Наследие

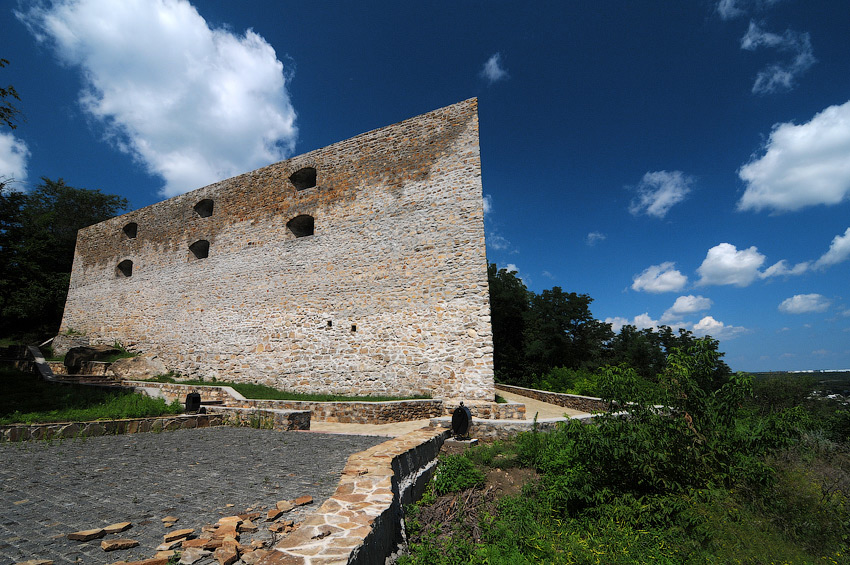
Бастион Дорошенко XVII ст.

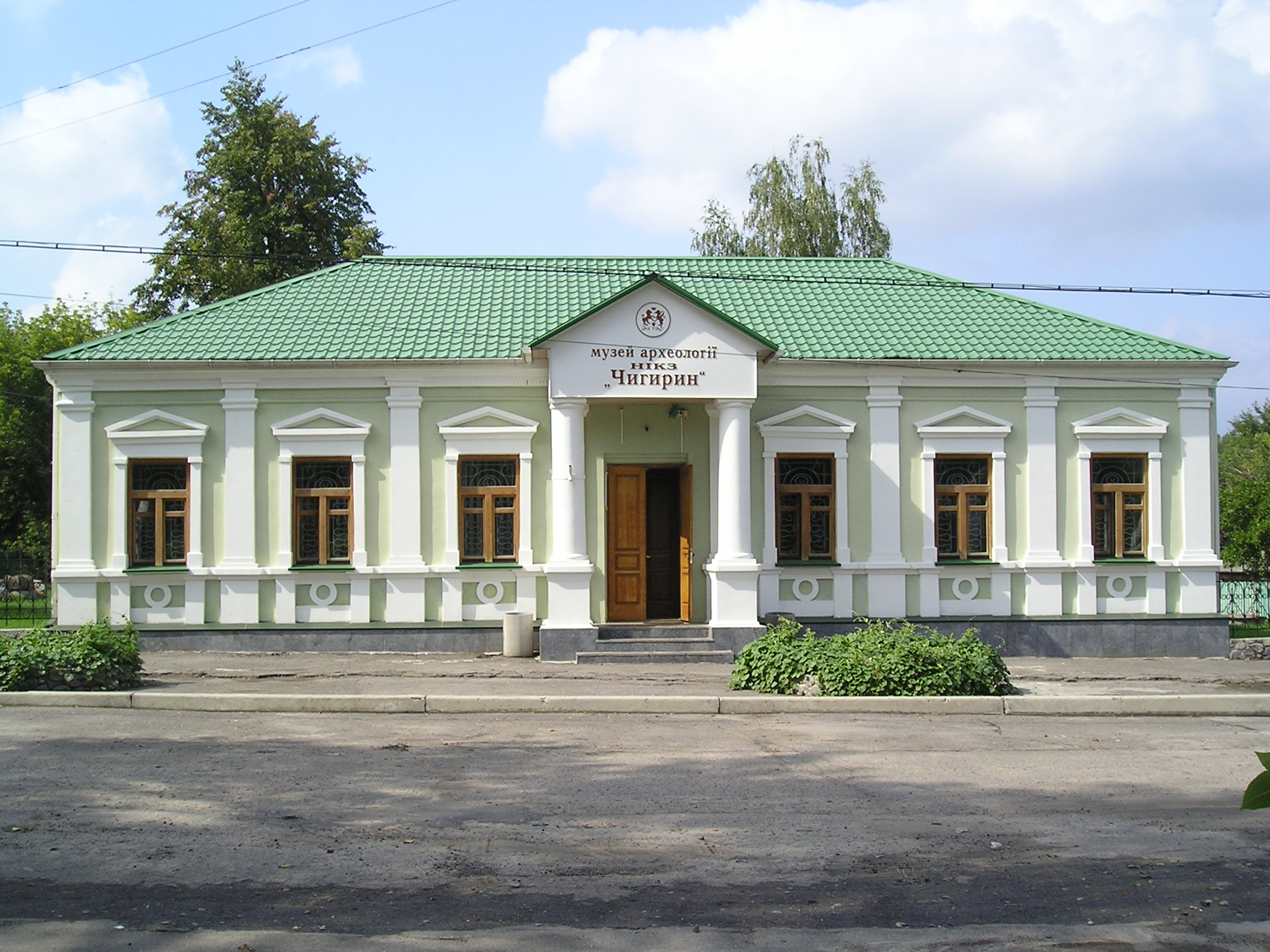
Музей археологии

В городе находится памятник Богдану Хмельницкому (1967), историко-краеведческий музей. Дворец Хмельницкого, ратуша и Спасская церковь (XVII в.) не сохранились. На Замковой (Богдановой) горе сохранились остатки фортификаций крепости XVI−XVII вв., воссоздана гетманская резиденция (1649−1657 гг.).
В настоящее время ведётся строительство исторического музейного комплекса. В рамках комплекса построена часовня Святых Покровов, в которой перезахоронены останки 263 казаков и жителей Чигирина, найденные археологами на месте бывшего кладбища XVII в.

## Города-побратимы
- Себастопол (США)[23]

## Персоналии
- Васюра, Григорий Никитович (1915—1987) — военный преступник, начальник штаба 118-го батальона шуцманшафта, участвовавший в уничтожении деревни Хатынь и спустя 44 года, в 1987 году казнённый, как военный преступник.
- Дорошенко, Пётр Дорофеевич (1627—1698) — гетман Войска Запорожского на Правобережной Украине в 1665—1676 годах.
- Жабко-Потапович, Лев Саввович (1890—1975) — украинский религиозный и общественный деятель, баптистский пастор. Духовный писатель.
- Назаренко, Василий Андреевич (1908—1991) — советский химик. Доктор химических наук, профессор, заслуженный деятель науки УССР, член-корреспондент АН УССР.
- Раевский, Борис Николаевич (1893—1974) — биофизик.
- Сикорский, Михаил Иванович (1923—2011)— генеральный директор Национального историко-этнографического заповедника «Переяслав», Киевская область, Герой Украины.
- Соловьёв, Василий Тимофеевич (18.10.1890, Чигирин — 24.09.1969, Одесса) — советский военачальник, участник Боёв на реке Халхин-Гол и Великой Отечественной войны. Генерал-майор танковых войск (1941).
- Ющенко, Екатерина Логвиновна (1919—2001) — кибернетик, автор одного из первых в мире языков программирования высокого уровня («Адресного языка программирования»). Член-корреспондент Национальной академии наук Украины, почётный член Академии наук Молдавии, дважды лауреат Государственной премии Украины, лауреат премии Совета Министров СССР, лауреат премии имени В. М. Глушкова.
- Яковлев, Андрей Иванович (1872—1955) — украинский общественно-политический и государственный деятель, историк права, педагог, профессор, дипломат. Глава правительства Украинской Народной Республики в изгнании (1944—1945).
- Яровой, Михаил Мартынович (1909−1978) — советский работник морского и речного транспорта, Герой Социалистического Труда.